# Animal Arithmetic
«Animal Arithmetic» — песня исландского певца Йонси, который является ведущим исполнителем группы Sigur Rós. 24 мая 2010 года композиция была выпущена в качестве второго сингла из дебютного сольного альбома Йонси Go. Бо́льшая часть текста песни написана на английском языке, однако в песне есть также отдельные слова и даже целый куплет на исландском языке.

## Критика
«Animal Arithmetic» получила противоречивые рецензии от музыкальных критиков. Она заняла 7-е место среди десяти лучших песен года по версии журнала Time, однако в рецензии сайта BBC-Music на альбом Go и песню «Animal Arithmetic» было написано, что альбом отличается от тех, которые создавались группой Sigur Rós, и это может нервировать поклонников группы.

## Список композиций
1. «Animal Arithmetic» (radio mix) — 3:19
2. «Animal Arithmetic» (album version) — 3:23
3. «Animal Arithmetic» (instrumental) — 3:21